# Hippeastrum × hybridum
Hippeastrum × hybridum, de nome comum amarílis, açucena ou flor-da-imperatriz, é uma planta bulbosa da família das amarilidáceas nativa das Américas que atinge de 30 a 90 cm de altura.

## Descrição
É uma planta herbácea e florífera originada do cruzamento entre diferentes espécies, tais como H. reginae e H. vittayum, entre outras. As flores são trímeras, cônicas, grandes, podem apresentar cores raras em flores como verde, vinho e salmão e possuem grande valor ornamental. Suas folhas também são bastante ornamentais, elas são carnosas e lineares e surgem diretamente do bulbo. Possui ciclo de vida perene.